# Бърди (планински масив)
Бърди (на чешки: Brdy) е нисък планински масив, в разположен в западната част на Чехия, между реките Вълтава на изток и левият ѝ приток Бероунка на северозапад, явяващ се съставна част на обширния Чешки масив. Има удължена форма от североизток на югозапад с дължина около 100 km и ширина до 40 km. Целият масив е разчленен от дълбоки речни долини на редица паралелни ниски хребети и ридове, изградени от силициеви шисти и кварцити. Максимална височина връх Ток 862 m, разположен в северната му част, на около 8 km на северозапад от град Пршибрам, а в централната му част се възвишава над равнинното било връх Тършемшин 827 m. На изток и югоизток текат реките Коцаба, Скалице и други леви притоци на Вълтава, а на север и северозепад – реките Литовка, Услава и други десни притоци на Бероунка. Долните части на склоновете му са обрасли със смесени гори, а високите – с иглолистни. В района на град Пршибрам се разработват находища на сребърни и оловни руди.